# Книга покупок
Книга покупок предназначена для регистрации документов (счетов-фактур), подтверждающих оплату налога на добавленную стоимость при покупке товаров, выполненных работ, оказанных услуг, в целях определения суммы налога, подлежащей вычету (возмещению) в порядке, установленном Налоговым Кодексом.

## Формирование Книги покупок
Счета-фактуры, полученные организацией, должны быть зарегистрированы в книге покупок по мере возникновения права у налогоплательщика на налоговые вычеты по НДС. Форма книги покупок и порядок её заполнения утверждены Постановлением Правительства РФ от 26.12.2011 N 1137.
Следует очень внимательно заполнять книгу покупок, так как это один из документов, который тщательно проверяет налоговый орган. В случае обнаружения ошибок организации может быть отказано в вычете НДС.
Книга покупок может вестись вручную, но в большинстве случаев заполняется в электронном виде, а по окончании налогового периода, который составляет один квартал, распечатывается. В этом случае книга покупок фактически представляет собой таблицу на одном или нескольких листах бумаги формата А4, прошнурованных, пронумерованных и скрепленных подписью руководителя и печатью организации. Книга покупок должна храниться у покупателя в течение полных 4 лет с даты последней записи.
В книге покупок не регистрируются счета-фактуры:
- полученные при безвозмездном получении товаров (выполнении работ, оказании услуг), включая основные средства и нематериальные активы;
- полученные при купле/продаже иностранной валюты, ценных бумаг участником биржи (брокером);
- полученные при получении комиссионером (агентом) товара от комитента (принципала) для реализации;
- полученные при получении комиссионером (агентом) денежных средств от продавца при выполнении договора комиссии (агентского) на приобретение товара;
- оформленные поставщиком на суммовую разницу

Покупатели, перечисляющие денежные средства продавцу (в том числе налоговым агентам, указанным в пунктах 4 и 5 статьи 161 Налогового кодекса Российской Федерации) в виде оплаты, частичной оплаты в счет предстоящих поставок товаров (выполнения работ, оказания услуг), передачи имущественных прав, регистрируют счета-фактуры по этим средствам, полученные от продавцов, в книге покупок в целях определения суммы налога на добавленную стоимость, предъявляемой к вычету в порядке, установленном главой 21 Налогового кодекса Российской Федерации. (Постановлением Правительства Российской Федерации от 26 мая 2009 г. N 451 "О внесении изменений в Постановление Правительства России от 02.12.2000 г. № 914")

## Книга покупок в составе Декларации по НДС
Приказом Федеральной налоговой службы от 29 октября 2014 года №ММВ-7-3/558@ утвержден формат предоставления данных книги покупок в налоговые органы в составе декларации по налогу на добавленную стоимость.
Начиная с отчета за 1 квартал 2015г. книга покупок полностью отражается в разделе 8 налоговой декларации по НДС. Данные передаются в ИФНС в формате xml.